# Ааппілатток (Аваната)

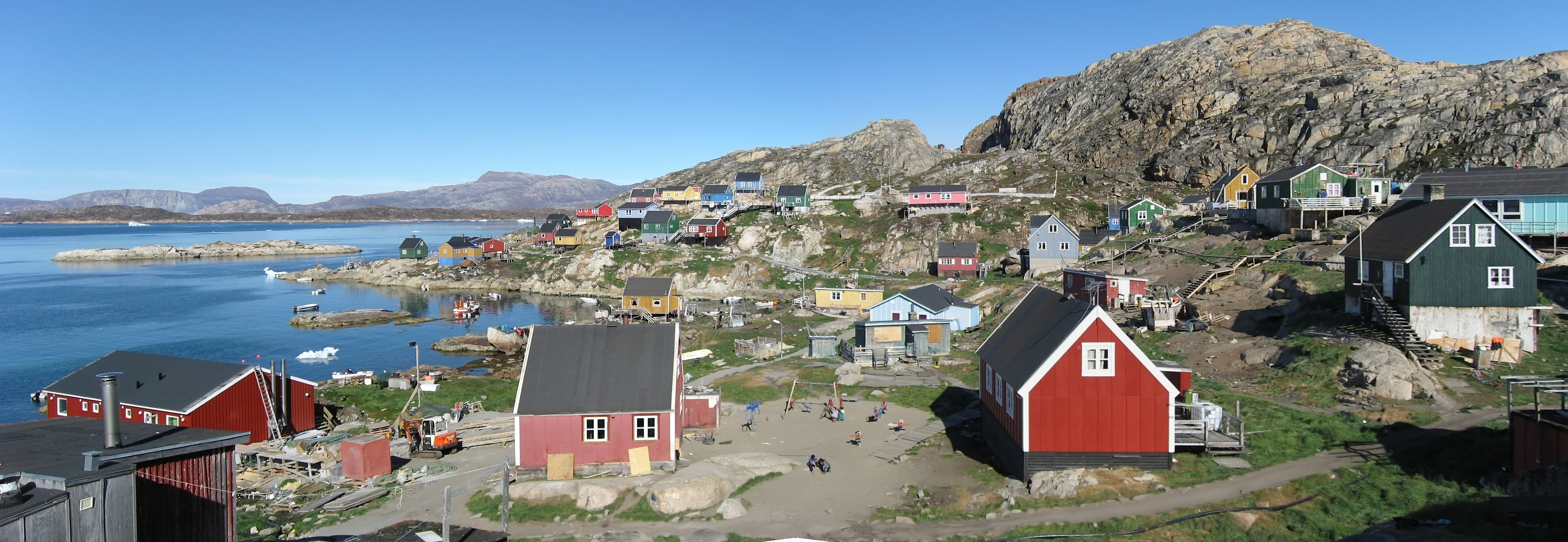
Панорама Ааппілаттока

Ааппілатток (гренл. Aappilattoq) — село поруч з Упернавіком в комуні Аваната на північно-західному узбережжі Ґренландії. Засноване 1805 року і стала згодом торговим постом. Його населення становить 164 осіб станом на 2016 рік.
Більшість жителів села займаються рибальством і полюванням. Море навколо Ааппілатток переважно вільне від криги в зимовий період, тому мисливці і рибалки поселення без проблем працюють протягом усього року. В селі зокрема є церква, велика крамниця (мережа Pilersuisoq), кіоск, рибний завод з 1964 року, приватні торговці свіжої шкірою, електро- і водопровідна станції, та місцева школа. У муніципальній школі навчаються близько 20-30 учнів з 1-го по 8-й клас. Школа є також публічною бібліотекою.

## Транспорт
Air Greenland обслуговує село в рамках державного контракту. Польоти здійснюються в робочі дні. В основному це вантажні польоти гелікоптерів з геліпорту Ааппілатток в Упернавік. Код ІАТА Ааппілаттока — AOQ.